# 서울남성초등학교
서울남성초등학교는 대한민국 서울특별시 동작구 사당동에 있는 공립 초등학교이다.

## 학교 연혁
- 1967년 12월 5일 서울사당국민학교 개교(11학급)(설립인가 9월 15일)
- 1967년 12월 21일 서울남성국민학교로 교명 변경
- 1972년 7월 3일 사당국민학교(30학급) 분리
- 1975년 3월 1일 신남성국민학교(1438명) 분리
- 1975년 9월 1일 방배국민학교(2471명) 분리
- 1979년 7월 24일 남사국민학교(797명) 분리
- 1983년 2월 19일 동작국민학교(312명) 분리
- 2007년 9월 1일 삼일초등학교(452명) 분리
- 2008년 1월 20일 BTL 재건축 사업 착공
- 2009년 3월 1일 제13대 이상란 교장 부임
- 2011년 3월 18일 BTL 개축 준공일
- 2013년 2월 1일 Wee 클래스 완공
- 2013년 3월 1일 병설유치원 개원
- 2014년 3월 3일 돌봄교실 1실 완공
- 2014년 6월 30일 인조잔디운동장 준공
- 2016년 2월 15일 제48회 85명 졸업(졸업생 누계: 29,147명)
- 2016년 3월 1일 29학급(특수 2학급 포함) 편성
- 2016년 10월 18일 남문 통학로 환경 개선 사업
- 2016년 12월 1일 유치원 놀이터 개선 사업
- 2017년 2월 17일 제49회 89명 졸업(졸업생 누계: 29,236명)
- 2017년 3월 1일 30학급(특수 2학급 포함) 편성
- 2017년 10월 17일 남성 안전체험관 설치 완료
- 2018년 2월 13일 제50회 80명 졸업(졸업생 누계: 29,308명)
- 2018년 3월 1일 31학급(특수 2학급 포함) 편성
- 2019년 2월 15일 제51회 92회 졸업(졸업생 누계: 29,400명)
- 2019년 3월 1일 30학급(특수 2학급 포함) 편성
- 2019년 9월 1일 제16대 봉하창 교장 부임
- 2020년 2월 12일 제52회 122회 졸업(졸업생 누계: 29,522명)
- 2023년 9월 1일 제17대 이인숙 교장 부임

## 참고 자료
- 서울남성초등학교 - 한국교육학술정보원 학교알리미